# ФК Боде/Глимт
ФК Боде/Глимт је норвешки фудбалски клуб из града Боде. Основан је 19. септембра 1916. године. Своје домаће утакмице клуб игра на Аспмира стадиону, капацитета 7.354 седећих места. Боде/Глимт је тренутно члан Елитсеријена, највишег по рангу фудбалског такмичења у Норвешкој.

## Историја
Клуб је основан 19. септембра 1916. године. У то време већ су постојали клубови у Нордланду, у градовима Нарвик, Мо и Рана и Мушен. 
Прво име клуба - Глимт на норвешком значи Бљесак. Међутим, требало је променити име клуба будући да је у граду Орлунд постојао клуб са тим именом. Предложено је да се име промени у Боде, али је на крају одлучено да клуб има двоструко име - Боде/Глимт. 
Један од оснивача клуба био је Ерлинг Тјарандсен, који је постао његов први председник, а касније је ушао у Кућу славних клуба. 
Клуб је два пута освајао Куп Норвешке, а четири пута је био вицешампион земље. Такође, клуб има 9 трофеја у Купу Северне Норвешке, такмичењу које је основано од стране клубова из те регије јер нису смели да учествују у Купу Норвешке. Након пријема северних клубова у национални куп то такмичење је изгубило на значају и убрзо се престало са његовим одигравањем.
Боде/Глимт је дебитовао у групној фази Уефиних такмичења, када су се пласирали у премијерно издање Лиге конференције у сезони 2021/22.

## Успеси
- Премијер лига Норвешке:
  - Првак (4): 2020, 2021, 2023, 2024.
- Куп Норвешке
  - Победник (2):1975, 1993.
- Куп Северне Норвешке
  - Победник (9): 1930, 1933, 1934, 1939, 1952, 1963, 1964, 1967, 1969.

## ФК Боде/Глимт у европским такмичењима
| Сезона   | Такмичење            | Коло         | Клуб             | Дом. | Гост | Укупно       |
| -------- | -------------------- | ------------ | ---------------- | ---- | ---- | ------------ |
| 1976/77. | Куп победника купова | 1. коло      | Наполи           | 0:1  | 0:2  | 0–3          |
| 1978/79. | Куп победника купова | 1. коло      | Унион            | 4:1  | 0:1  | 4–2          |
| 1978/79. | Куп победника купова | 2. коло      | Интер            | 0:5  | 1:2  | 1–7          |
| 1994/95. | Куп победника купова | кв.          | Олимпија Рига    | 6:0  | 0:0  | 6–0          |
| 1994/95. | Куп победника купова | 1. коло      | Сампдорија       | 3:2  | 0:2  | 3–4          |
| 1996/97. | Куп УЕФА             | кв.          | Беитар Јерусалим | 2:1  | 5:1  | 7–2          |
| 1996/97. | Куп УЕФА             | 1. коло      | Трабзонспор      | 1:2  | 1:4  | 2–6          |
| 1999/00. | Куп УЕФА             | 1. коло      | Вадуц            | 1:0  | 2:1  | 3–1          |
| 1999/00. | Куп УЕФА             | 2. коло      | Вердер           | 0:5  | 1:1  | 1–6          |
| 2004/05. | Куп УЕФА             | 2. коло кв.  | Левадија         | 2:1  | 1:2  | 3–3 (8:7пен) |
| 2004/05. | Куп УЕФА             | 1. коло      | Бешикташ         | 1:1  | 0:1  | 1–2          |
| 2020/21. | Лига Европе          | 1. коло кв.  | Кауно Жалгирис   | 6:1  | Н/Д  | 6–1          |
| 2020/21. | Лига Европе          | 2. коло кв.  | Жалгирис         | 3:1  | Н/Д  | 3–1          |
| 2020/21. | Лига Европе          | 3. коло кв.  | Милан            | Н/Д  | 2:3  | 2–3          |
| 2021/22. | Лига шампиона        | 1. коло кв.  | Легија           | 2:3  | 0:2  | 3–5          |
| 2021/22. | Лига конференције    | 2. коло кв.  | Валур            | 3:0  | 3:0  | 6–0          |
| 2021/22. | Лига конференције    | 3. коло кв.  | Приштина         | 2:0  | 1:2  | 3–2          |
| 2021/22. | Лига конференције    | плеј-оф      | Жалгирис         | 1:0  | 2:2  | 3–2          |
| 2021/22. | Лига конференције    | Група Ц      | Рома             | 6:1  | 2:2  | 2. место     |
| 2021/22. | Лига конференције    | Група Ц      | Зорја Луганск    | 3:1  | 1:1  | 2. место     |
| 2021/22. | Лига конференције    | Група Ц      | ЦСКА Софија      | 2:0  | 0:0  | 2. место     |
| 2021/22. | Лига конференције    | 1/16 финала  | Селтик           | 2:0  | 3:1  | 5–1          |
| 2021/22. | Лига конференције    | 1/8 финала   | АЗ Алкмар        | 2:1  | 2:2  | 4–1          |
| 2021/22. | Лига конференције    | четвртфинале | Рома             | 2:1  | 0:4  | 2–5          |
| 2022/23. | Лига шампиона        | 1. коло кв.  | Ки Клаксвик      | 3:0  | 1:3  | 4–3          |
| 2022/23. | Лига шампиона        | 2. коло кв.  | Линфилд          | 8:0  | 0:1  | 8–1          |
| 2022/23. | Лига шампиона        | 3. коло кв.  | Жалгирис         | 5:0  | 1:1  | 6–1          |
| 2022/23. | Лига шампиона        | плеј-оф      | Динамо Загреб    | 1:0  | 1:4  | 2–4          |
| 2022/23. | Лига Европе          | Група А      | Арсенал          | 0:1  | 0:3  | 3. место     |
| 2022/23. | Лига Европе          | Група А      | ПСВ              | 1:2  | 1:1  | 3. место     |
| 2022/23. | Лига Европе          | Група А      | Цирих            | 2:1  | 1:2  | 3. место     |
| 2022/23. | Лига конференције    | 1/16 финала  | Лех Познањ       | 0:0  | 0:1  | 0–1          |